# امامزاده سید غلامرسول
امامزاده سید غلامرسول مربوط به دوره تیموریان است و در چابهار، خیابان شهید ریگی واقع شده و این اثر در تاریخ ۵ دی ۱۳۵۶ با شمارهٔ ثبت ۱۵۵۹ به‌عنوان یکی از آثار ملی ایران به ثبت رسیده است.